# Elatine madagascariensis
Elatine madagascariensis är en slamkrypeväxtart som beskrevs av Joseph Marie Henry Alfred Perrier de la Bâthie. Elatine madagascariensis ingår i släktet slamkrypor, och familjen slamkrypeväxter. Inga underarter finns listade i Catalogue of Life.